# العلاقات الباكستانية الليتوانية
العلاقات الباكستانية الليتوانية هي العلاقات الثنائية التي تجمع بين باكستان وليتوانيا.

## مقارنة بين البلدين
هذه مقارنة عامة ومرجعية للدولتين:
| وجه المقارنة                                              | باكستان                     | ليتوانيا                                                    |
| --------------------------------------------------------- | --------------------------- | ----------------------------------------------------------- |
| المساحة (كم2)                                             | 881.91 ألف                  | 65.30 ألف                                                   |
| عدد السكان (نسمة)                                         | 197.02 مليون                | 2.79 مليون                                                  |
| الكثافة السكانية (ن./كم²)                                 | 223.4                       | 42.73                                                       |
| العاصمة                                                   | إسلام آباد                  | فيلنيوس، كاوناس                                             |
| اللغة الرسمية                                             | لغة إنجليزية، اللغة الأردية | اللغة الليتوانية                                            |
| العملة                                                    | روبية باكستانية             | ليتاس ليتواني، يورو                                         |
| الناتج المحلي الإجمالي (بليون دولار)                      | 304.95 مليار                | 47.17 مليار                                                 |
| الناتج المحلي الإجمالي (تعادل القوة الشرائية) بليون دولار | 946.67 مليار                | 84.06 مليار                                                 |
| الناتج المحلي الإجمالي الاسمي للفرد دولار أمريكي          | 1.43 ألف                    | 14.15 ألف                                                   |
| الناتج المحلي الإجمالي للفرد دولار أمريكي                 | 4.81 ألف                    | 27.69 ألف                                                   |
| مؤشر التنمية البشرية                                      | 0.538                       | 0.839                                                       |
| رمز المكالمات الدولي                                      | +92                         | +370                                                        |
| رمز الإنترنت                                              | .pk                         | .lt                                                         |
| المنطقة الزمنية                                           | ت ع م+05:00                 | ت ع م+02:00، ت ع م+03:00، أوروبا/فيلنيوس ‏، توقيت شرق أوروبا |

## منظمات دولية مشتركة
يشترك البلدان في عضوية مجموعة من المنظمات الدولية، منها:
| علم المنظمة | اسم المنظمة                               | تاريخ انضمام باكستان | تاريخ انضمام ليتوانيا |
| ----------- | ----------------------------------------- | -------------------- | --------------------- |
|             | وكالة ضمان الاستثمار متعدد الأطراف        | 12 أبريل 1988        | 8 يونيو 1993          |
|             | منظمة الشرطة الجنائية الدولية             | ?                    | ?                     |
|             | منظمة حظر الأسلحة الكيميائية              | ?                    | ?                     |
|             | منظمة التجارة العالمية                    | ?                    | ?                     |
|             | الأمم المتحدة                             | 30 سبتمبر 1947       | 17 سبتمبر 1991        |
|             | مؤسسة التمويل الدولية                     | 20 يوليو 1956        | 15 يناير 1993         |
|             | يونسكو                                    | 14 سبتمبر 1949       | 7 أكتوبر 1991         |
|             | البنك الدولي للإنشاء والتعمير             | 11 يوليو 1950        | 6 يوليو 1992          |
|             | المركز الدولي لتسوية المنازعات الاستشارية | 15 أكتوبر 1966       | 5 أغسطس 1992          |
|             | الاتحاد البريدي العالمي                   | ?                    | ?                     |
|             | الاتحاد الدولي للاتصالات                  | 26 أغسطس 1947        | 1 يوليو 1923          |

## وصلات خارجية
- موقع وزارة الخارجية الباكستانية
- موقع وزارة الخارجية الليتوانية